# Okręty podwodne projektu 877
Projekt 877 Pałtus (NATO: Kilo) – typ radzieckich okrętów podwodnych o napędzie diesel-elektrycznym. Wariant przeznaczony dla marynarki rosyjskiej został oznaczony jako projekt 636 (Improved Kilo w kodzie NATO).

## Opis
Opracowany w biurze konstrukcyjnym Rubin, z napędem diesel-elektrycznym, z jednym wałem napędowym i jedną śrubą. Generatory elektryczne sprzężone z silnikami wysokoprężnymi wytwarzają energię elektryczną, która zasila pojedynczy silnik elektryczny w trakcie pływania na powierzchni lub przy użyciu chrap. Energia elektryczna ładuje także akumulatory, które zasilają silnik elektryczny w trakcie pływania podwodnego. Kilo wyposażony jest w sześć dziobowych wyrzutni torpedowych, z których dwie zapewniają możliwości wystrzeliwania torped sterowanych przewodowo. Automatyczny system przeładowczy zapewnia możliwość szybkiego przeładowania torped – pierwsza salwa sześciu jednostek uzbrojenia może być odpalona w ciągu 2 minut, druga natomiast 5 minut później. Typowym zestawem uzbrojenia jest 18 torped: 6 TEST-71ME i 12 53-65KE. Zamiast torped, okręt może przenosić 24 odpalane z wyrzutni torpedowych miny.

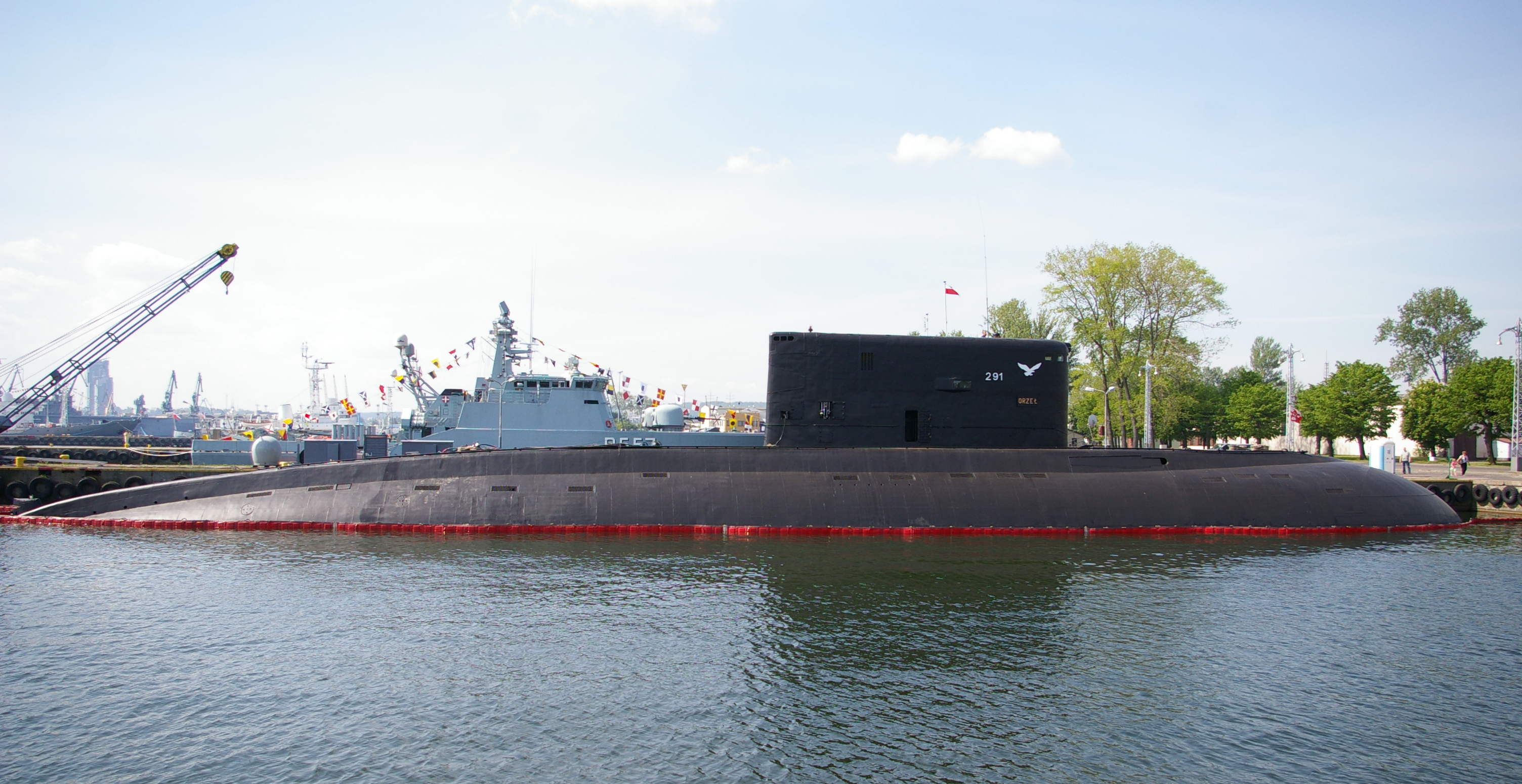
Polski okręt proj. 877 – ORP „Orzeł”

Podobnie jak poprzednie radzieckie okręty bojowe, zbudowany został w układzie dwukadłubowym ze sterami głębokości umieszczonymi na dziobie okrętu. 32 procentowa rezerwa wyporności zapewnia możliwość pozostania na powierzchni morza przy zalaniu nawet jednej z sześciu sekcji jednostki i przylegającego do niej zbiornika balastowego. 

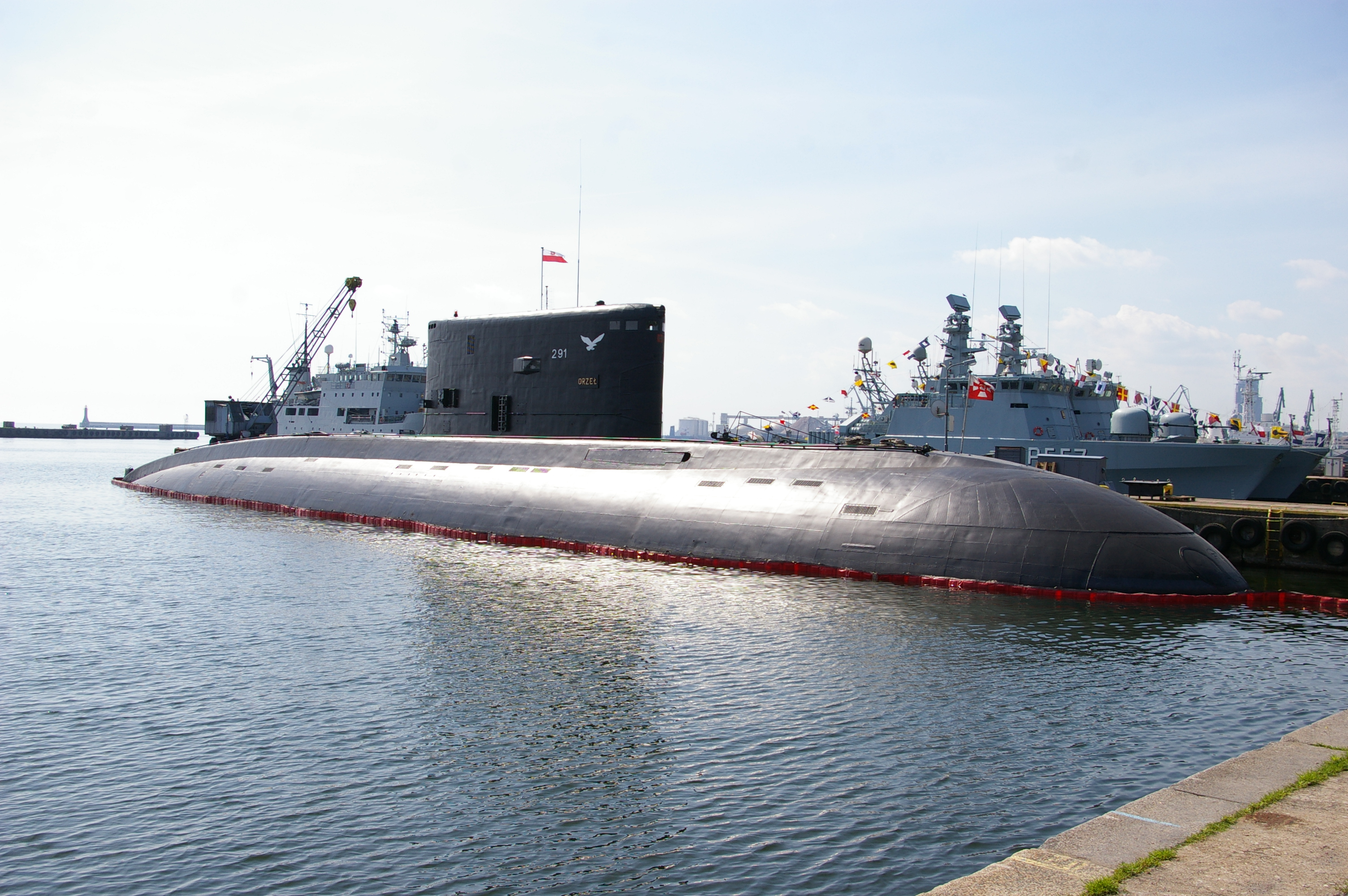
Inne ujęcie ORP „Orzeł”

Budowa tych okrętów rozpoczęła się w trzech stoczniach – Komsomolsk na Dalekim Wschodzie, Sudomech w Leningradzie i w śródlądowej stoczni Krasnoje Sormowo w Gorkim. Okręt prototypowy – B-248 – został zbudowany w Komsomolsku i wszedł do służby w radzieckiej marynarce 12 września 1980 roku, Do rozpadu Związku Radzieckiego w 1991 roku w Komsomolsku zbudowano 13 jednostek i 9 w Gorkim. Począwszy od czternastej jednostki, zwiększono długość okrętów w celu instalowania ulepszonej maszynowni.

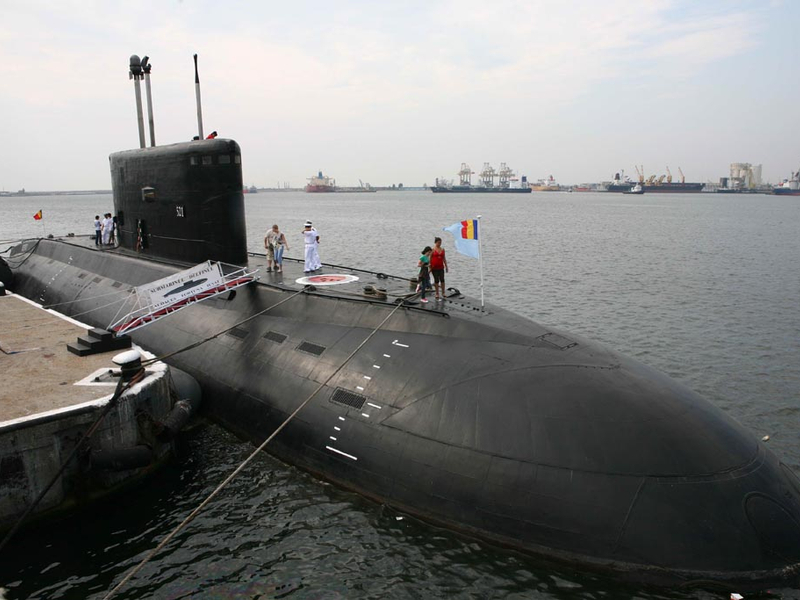
Rumuński okręt proj. 877 – „Delfinul”

Wariant projekt 877MK został bardziej wyciszony, projekt 636 natomiast był znacznie ulepszonym wariantem, przeznaczonym pierwotnie wyłącznie dla marynarki radzieckiej. W 1993 roku został jednak udostępniony na eksport. Projekt 636/Kilo ma silniejsze silniki elektryczne, prędkość podwodną zwiększoną do 19 węzłów, zaś bardziej efektywna maszyneria umożliwia wolne obroty śruby, dzięki czemu napęd generuje mniejszy poziom hałasu. Wyposażony został także w sonar cyfrowy MGK-400EM z lepsza pasywną detekcją celów. Kilo od zarania przewidziane były dla flot Układu Warszawskiego i innych marynarek, licząc z niestandardowymi jednostkami o nazwie „Warszawianka” (ros. Варшавянка). Stocznie Krasnoje Sormowo wraz z Sudomechem pracowały nad budową jednostek dla flot zagranicznych, w większości oznaczonych jako 877EKM. Od 1985 roku stocznie ukończyły 19 okrętów podwodnych przeznaczonych dla Algierii (2), Chin (2), Indii (10), Iranu (3), Polski (1) i Rumunii (1). Od 1997 roku wyprodukowano 20 okrętów projektu 636 dla Algierii (2), Chin (10), Rosji (6) i Wietnamu (6).

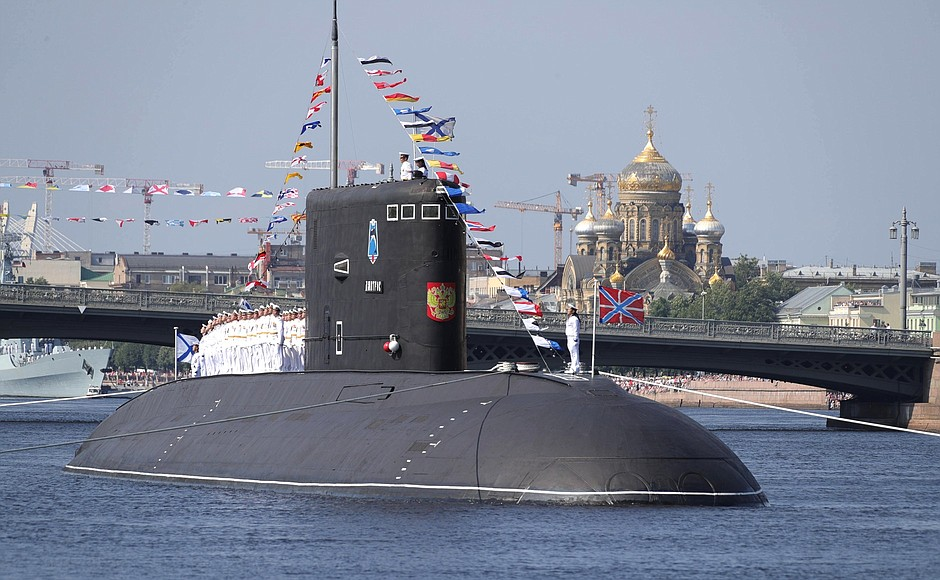
Jeden z rosyjskich okrętów podwodnych projektu 877 – B-806 „Dimitrow”

Z pewnymi modyfikacjami, większość jednostek dla zagranicznych odbiorców oznaczona jest jako 877E, wyposażone zaś do pływania w tropikach 877EKM. Ogólnie dla radzieckiej floty wybudowano 24 okrętów Kilo, ostatni z nich zwodowano 6 października 1993 roku, 19 okrętów wybudowano zaś dla zagranicznych odbiorców. Podczas jednak gdy okręty przeznaczone dla rosyjskiej marynarki mogą odpalać zarówno pociski przeciwokrętowe jak i przeciwpodwodne, to jednostki na eksport – jedynie torpedy (z wyjątkiem okrętów indyjskich i wietnamskich); sześć z nich wyposażone zostały w pociski przeciwokrętowe 3M-54 Kalibr-S o zasięgu do 300 km.
Zarówno rosyjskie jak i zagraniczne źródła komplementują jednostki typu Kilo, jednakże jeden z brytyjskich oficerów – dowódca brytyjskiej jednostki typu Upholder, który miał możliwość wejścia pod pokład Kilo, stwierdził, że obydwa typy jednostek wyglądają niemal identycznie. Po rozmowie z członkami załóg powiedział, że obydwa okręty mają podobną charakterystykę w zakresie pływania, jednakże izolacja przeciwszumowa i przeciwwstrząsowa rosyjskich okrętów budzą wątpliwości. Kilo zapewnia też mniejszy komfort załogi, zwłaszcza w zakresie odpoczynku po wachcie. Według relacji Jonathana Powersa, wyposażenie pomieszczenia kontroli okrętu jest prymitywne i uzależnione od ręcznej obsługi wszystkich systemów. Systemy zdalnej obsługi zastosowane są jedynie w układach awaryjnych. Jeden z oficerów rosyjskich, który odwiedził jednostkę ’’Upholder’’, określił ją jako zbyt delikatną i zbyt narażoną na awarie z powodu zbytniego zautomatyzowania. Pewnym usprawiedliwieniem jednostek Kilo w świetle oceny brytyjskiego dowódcy jest fakt, że jednostki te były oryginalnie zamierzone dla flot państw Układu Warszawskiego.
Indyjskie okręty, określane lokalnie jako typ Sindhughosh, przeszły w latach 1997-2015 modernizację do standardu EKM, m.in. otrzymując pociski przeciwokrętowe i manewrujące 3M54E1 i 3M14E. Jeden okręt z dziesięciu zatonął w 2013 roku w wyniku pożaru („Sindhurakshark”).